# Dálnice D4
Dálnice D4 (do 31. prosince 2015 rychlostní silnice R4), v úsecích spravovaných skrze PPP projekt nazvaná jako Via Salis (Solná cesta), je dálnice vedoucí z Prahy jihozápadním směrem. Trasa sleduje přibližně trasu historické Zlaté stezky a silnice I/4, která spojuje Prahu a západní polovinu Jihočeského kraje. V provozu je celkem 75,742 km.
Dálnice začíná u výjezdu ze silnice I/4 Jíloviště, protože v úseku mezi Prahou a Jílovištěm, ač je čtyřpruhový, chybí doprovodná komunikace, a proto nemůže být tento úsek zařazen mezi dálnice a zpoplatněn. Povinnost mít platnou dálniční známku či platit elektronické mýtné je tedy až jižněji od Jíloviště, a to v celé trase dálnice. Na druhém nejnovějším úseku mezi Miroticemi a Třebkovem je dálnice D4 zatím nezpoplatněná dálniční známkou. Dálnice končí v mimoúrovňové křižovatce se silnicí I/20. Hlavní směr pokračuje dále na České Budějovice po silnici pro motorová vozidla I/20.

## Historie
Budování dálnice D4 probíhalo ve směru od Prahy a po prvním úseku se mohli řidiči svézt v roce 1971. Byl to tehdy poměrně krátký úsek silnice, který spojil Jíloviště a okraj Řitky, vybudovaný v zářezu krajiny podbrdských lesů. Navazující obchvat Řitky, který obci značně ulehčil a přetnul okolní pole, se otevřel v roce 1978.
Jižním směrem se pokračovalo ke konci 70. let. Roku 1980 byl otevřen 3,2 km dlouhý úsek z Mníšku pod Brdy do Kytína, téhož roku ještě i navazující úsek vedený zářezem v místních lesích z Kytína do Voznice a navazující most přes údolí ve Voznici dlouhý 252 m. Obchvat Obořiště, který byl další stavbou, předanou do užívání roku 1980, značně ulehčil této obci a odvedl dopravu na novou komunikaci. Trasa nových úseků byla vedena mnohdy ve směru původní komunikace, která byla několikrát přerušena, a dokonce musela být v několika místech i odstraněna a její torzo je stále dobře patrné například ve směru mezi Voznicí a Kytínem.
V letech 1981 a 1982 byly propojeny stávající úseky u Řitky a Mníšku pod Brdy spojovacími částmi, čímž vznikl souvislý úsek dálnice od Jíloviště až po Voznici. Na obchvat Obořiště navázal obchvat Dlouhé Lhoty.
V roce 1983 byl automobilistům zprovozněn úsek Dobříš – Obořiště a rovněž úsek z Dobříše až k Voznici, takže byla dálnice prodloužena dále na jih a propojena v jedinou část. V okolí Dobříše byla dálnice vybudována v těsné blízkosti Staré Huti, kde byla vystavěna protihluková stěna. Další prodloužení ke Skalce bylo dobudováno v letech 1988 a 1989, dálnice zde umožnila sjezd na Příbram a Dubenec.

### 21. století
V roce 2005 byla zahájena stavba přibližně 800 m dlouhého úseku s mimoúrovňovou křižovatkou se silnicí I/20 Nová Hospoda u Třebkova; ke zprovoznění úseku došlo 19. listopadu 2007. Dálnice D4 zde plynule navazuje na čtyřpruhovou silnici I/20. Severně navazující úsek D4 o délce 5,9 km mezi Miroticemi a Třebkovem byl stavěn od roku 2008, slavnostní otevření proběhlo 16. září 2010 a pro veřejnost byl zprůjezdněn o den později.
Dne 4. října 2017 byl otevřen 4788 m dlouhý úsek mezi Skalkou a křižovatkou se silnicí II/118, sloužící jako obchvat obce Dubenec. Jde o jižní úsek nejdelší části této dálnice. Stavební povolení na něj bylo vydáno v roce 2012 a po zpracování podrobné dokumentace byla v dubnu 2015 zahájena stavba. Celková cena bez DPH dle smlouvy činí 417,5 milionu Kč. Zhotovitelem byla firma Skanska, celková plocha vozovek činí 104 500 m².
Přestože se výstavba v 90. letech zastavila, v prvním desetiletí 21. století se začalo budovat u Písku, a to hlavně s cílem vytvořit moderní přivaděč ve směru na Prahu a nahradit nebezpečnou dvojitou křižovatku silnic první třídy u Nové Hospody.

#### PPP
Na přelomu let 2015 a 2016 se objevily informace, že by se chybějící úseky mezi silnicí II/118 a Miroticemi mohly dobudovat formou PPP projektu.
První výběrové řízení na poradce pro PPP zrušil Úřad pro ochranu hospodářské soutěže, ve druhém bylo v roce 2017 vybráno sdružení firem White&Case, Česká spořitelna a Obermeyer Helika. Ke konci roku 2018 se o dostavbu přihlásilo sedm firem, ze kterých MD vybralo čtyři. Stavba dostala v listopadu 2018 zelené razítko EIA, v té době se vykupovaly také poslední pozemky. Stavba všech úseků najednou formou PPP začala v roce 2021. V únoru po schválení smlouvy poslaneckou sněmovnou uzavřela vláda smlouvu o výstavbě a údržbě dálnice D4 s francouzským konsorciem DIVia (skupiny Vinci a Meridiam Investments). Výstavbu dálnice zajistila stavební firma Eurovia, zahájení stavby proběhlo 7. června 2021, k dokončení došlo v prosinci 2024.
DIVia D4, s.r.o. byla přejmenována na ViaSalis, s.r.o. Ta přebrala kontrolu nad dostavěnými úseky (Skalka – Háje a Mirotice – Krašovice včetně úseku silnice I/20) 1. července 2021. Části dálnice D4 a silnice I/20, které spadají do tohoto projektu, byly označeny jako Via Salis. Název doslova znamená Solná cesta.
Stavba formou PPP je údajně výhodnější v tom, že je samotná stavba rychlejší. Největším českým finančním partnerem Eurovia je banka ČSOB, která financuje zhruba 45 procent investičních prostředků. Vítězná firma bude dálnici D4 spravovat následujících 28 let po dokončení.
Úseky realizované formou PPP:
- Křižovatka se silnicí II/118 – Milín (5 460 m). Součástí je obchvat Milína a mimoúrovňová křižovatka se silnicí I/66 Milín – Příbram. V červnu 2010 bylo vydáno územní rozhodnutí, stavební povolení bylo vydáno v říjnu 2019.[18]
- Milín – Lety (včetně obchvatu Chraštiček a Zalužan, 11 600 m). Územní rozhodnutí vydáno v roce 2007. V březnu 2014 bylo vydáno stavební povolení na stavební objekt SO202 – Most přes biokoridor a místní komunikaci do Mýšlovic v km 2,006. Dne 20. února 2020 zpětvzetí odvolání proti ÚR, následně dne 13. srpna 2020 vydáno poslední stavební povolení k této stavbě.[19]
- Lety – Čimelice (mimoúrovňová křižovatka se silnicí I. třídy I/19 u Let, 2 590 m). Územní rozhodnutí bylo vydáno v dubnu 2007, v roce 2008 byly zahájeny výkupy pozemků, v roce 2009 byla zadána k vyhotovení dokumentace pro zadání stavby. Stavební povolení bylo vydáno v dubnu 2012.[20] Úsek má stát necelých 563 milionů korun.[21]
- Čimelice – Mirotice (obchvat Čimelic, 8 460 m). Územní rozhodnutí bylo vydáno Městským úřadem v Miroticích 6. března 2009.[22]
- Mirotice, rozšíření (obchvat Mirotic, 3 645 m). Obchvat byl v provozu v polovičním profilu od roku 1985 včetně mimoúrovňové křižovatky se silnicí II/121 Mirotice – Milevsko.[23]

Jihočeský kraj byl pověřen Ministerstvem pro místní rozvoj, aby vytvořil studii účelnosti prodloužení dálnice D4 z Nové Hospody do Strakonic, kde by navázal na čtyřpruhový obchvat podle návrhu nového územního plánu města Strakonice. V rámci přípravy novelizace (2009) kategorizace silniční a dálniční sítě ČR do roku 2040 nebyla prokázána potřeba vybudovat úsek silnice I/4 v úseku Nová Hospoda – Strakonice ve čtyřpruhovém šířkovém uspořádání. Na závěrečném jednání pracovní skupiny dne 1. 12. 2010 byl přijat většinový názor, že v současné době není účelné řešit přestavbu silnice I/4 v tomto úseku v parametrech čtyřpruhové silnice.

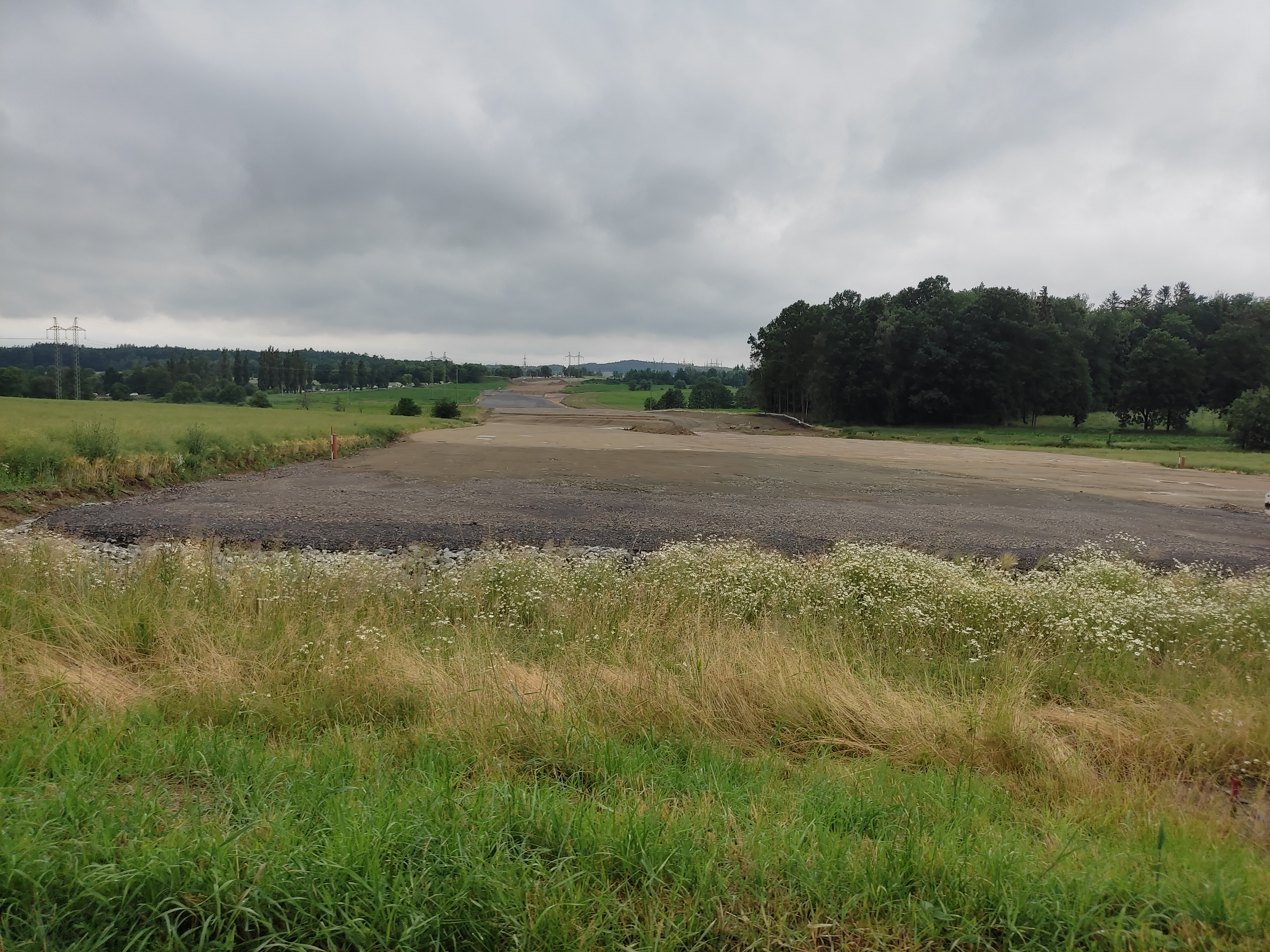
Úsek S9 nedaleko Zbenic ve výstavbě (léto 2022)

### Výhled
Jako dálnice není označen úsek Praha–Jíloviště kvůli neexistenci doprovodné komunikace. Tato komunikace se připravuje.

## Přehled úseků
| Číslo | Úsek                         | Délka   | Kategorie | Zahájení výstavby | Uvedení do provozu | Prohlášení za dálnici  | Křižovatky                                          |
| ----- | ---------------------------- | ------- | --------- | ----------------- | ------------------ | ---------------------- | --------------------------------------------------- |
|       | Praha – Jíloviště            | 9 km    | S24,5/100 |                   |                    | plánováno 2025[zdroj?] | Jíloviště (exit 9)                                  |
|       | Jíloviště – Varadov          | 2 km    | S24,5/100 | 1969              | 1971               | 2016                   |                                                     |
|       | Řitka, obchvat               | 4,2 km  | S24,5/100 | 1971              | 1978               | 2016                   | Řitka (exit 14)                                     |
|       | Řitka – Mníšek pod Brdy      | 3,1 km  | S24,5/100 | 1978              | 1982               | 2016                   | Mníšek pod Brdy (exit 18)                           |
|       | Mníšek pod Brdy – Kytín      | 3,1 km  | S24,5/100 | 1976              | 1980               | 2016                   | Kytín (exit 21)                                     |
|       | Kytín – Voznice              | 3,5 km  | S24,5/100 | 1975              | 1981               | 2016                   | Voznice (exit 24)                                   |
|       | Voznice – Kodetka            | 2,1 km  | S24,5/100 | 1980              | 1986               | 2016                   | Dobříš-sever (exit 27)                              |
|       | Dobříš, přeložka             | 3,2 km  | S24,5/100 | 1982              | 1986               | 2016                   |                                                     |
|       | Dobříš – Obořiště            | 2,8 km  | S24,5/100 | 1978              | 1983               | 2016                   | Dobříš-jih (exit 32)                                |
|       | Obořiště, přeložka           | 3,7 km  | S24,5/100 | 1977              | 1980               | 2016                   |                                                     |
|       | Dlouhá Lhota, přeložka       | 2,9 km  | S24,5/100 | 1979              | 1981               | 2016                   |                                                     |
|       | Dlouhá Lhota – Skalka        | 1,8 km  | R24,5/100 | 1986              | 1989               | 2016                   | Skalka (exit 41)                                    |
| S7    | Skalka – II/118              | 4,8 km  | R22,5/80  | 04/2015           | 10/2017            | 2017                   | Háje (exit 45)                                      |
| S8    | II/118 – Milín               | 5,5 km  | D25,5/100 | 06/2021           | 12/2024            | 2024                   | Milín (exit 49)                                     |
| S9    | Milín – Lety                 | 11,6 km | D25,5/120 | 06/2021           | 12/2024            | 2024                   | Těchařovice (exit 54)                               |
| C11   | Lety – Čimelice              | 2,6 km  | D25,5/120 | 06/2021           | 12/2024            | 2024                   | Lety (exit 63)                                      |
| C12   | Čimelice – Mirotice          | 8,5 km  | D25,5/120 | 06/2021           | 12/2024            | 2024                   |                                                     |
| C13   | Mirotice, rozšíření          | 3,6 km  | D25,5/100 | 06/2021           | 12/2024            | 2024                   | Mirotice (exit 74)                                  |
| C14   | Mirotice – Třebkov           | 5,9 km  | R22,5/100 | 01/2008           | 09/2010            | 2016                   | Předotice (jen pro sjezd směr Strakonice) (exit 82) |
|       | křiž. I/20 × D4 Nová Hospoda | 0,8 km  | R22,5/100 | 09/2005           | 11/2007            | 2016                   | Nová Hospoda (exit 84)                              |

## Autobusové zastávky

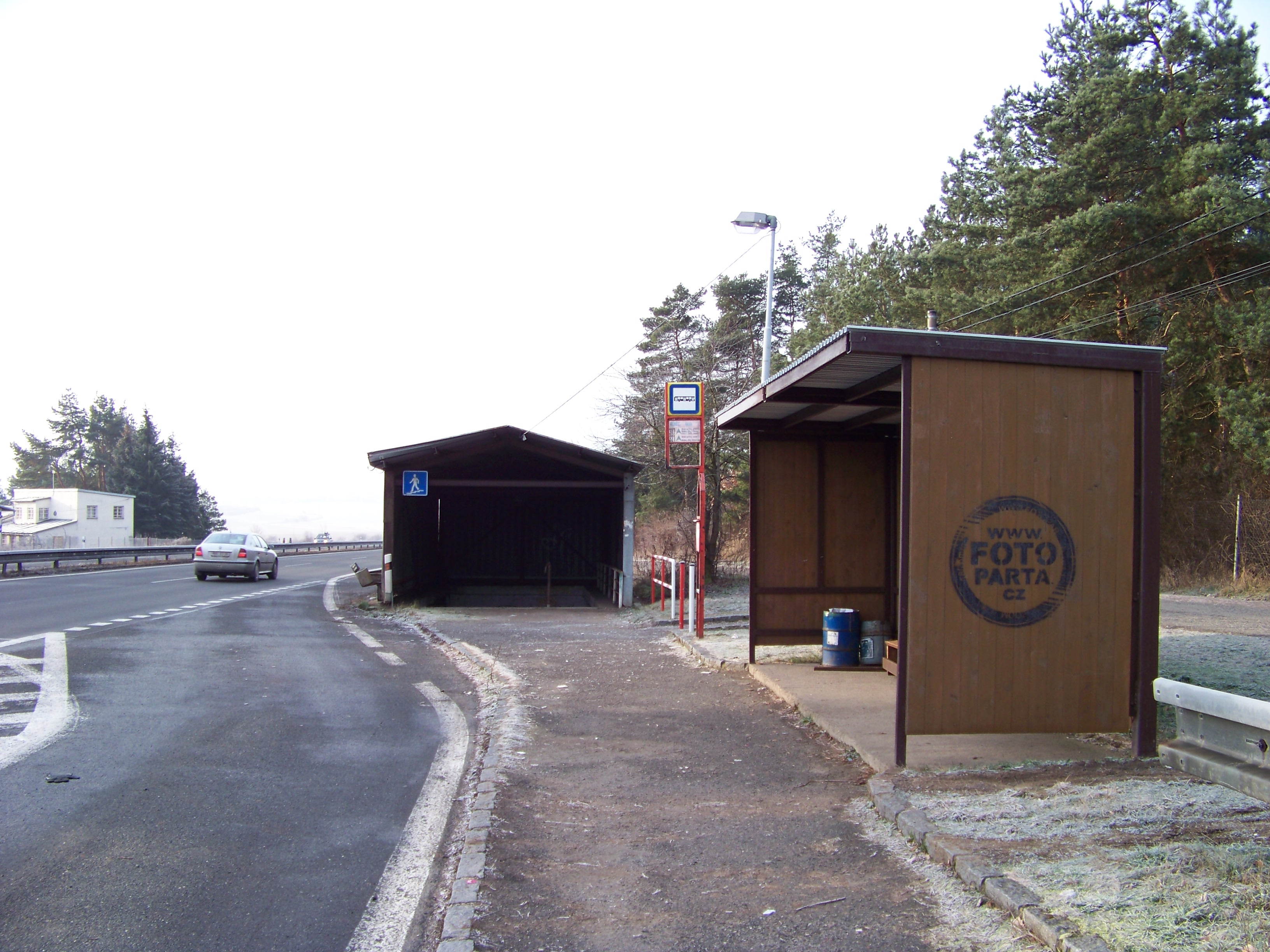
Autobusová zastávka „Klínec, škola“

V době, kdy se začalo uvažovat o překategorizování rychlostní silnice I/4 na dálnici D4, se diskutovaným problémem staly zastávky regionální autobusové dopravy, umístěné přímo na komunikaci, a též přechod pro chodce na Zbraslavi u Baní v km 4,5 a parametry některých nájezdů a výjezdů. Podle původních plánů měl být zrušen i nájezd na silnici pod všenorským mostem v Jílovišti a zrušeny autobusové zastávky, proti čemuž se zvedl odpor dotčených obcí. Ministr dopravy Dan Ťok v roce 2017 přislíbil, že autobusové zastávky zůstanou zachovány, zvýší se ale jejich bezpečnost, a zachován zůstane i nájezd v Jílovišti. Co se týče úseku mezi Pražským okruhem a koncem Jíloviště, ministr zvažoval, zda to bude dálnice s výjimkou, anebo to bude komunikace první třídy, pro niž nebude nutno řešit výjimku. Starosta Jíloviště Vladimír Dlouhý namítl, že silnice stejně není technicky uzpůsobena k tomu, aby se po ní jezdilo rychlostí 130 kilometrů v hodině. Za šťastný nápad starostové nepovažovali ani případné vybudování doprovodné komunikace z Jíloviště na Zbraslav, kvůli které by se musel vykácet velký kus lesa. Dálnice v Česku ale musí podle současných předpisů doprovodnou silnici mít.
Autobusové zastávky leží u obcí Jíloviště, Trnová, Klínec, Líšnice a Řitka. Od 1. ledna 2016 se většina z nich (s výjimkou Jíloviště) ocitla na dálnici. Nejsou přitom od hlavní vozovky odděleny a nejsou ani vybaveny odpovídajícími odbočovacími a připojovacími pruhy. Situací se zabývala například studie PUDIS z roku 2017. Ta navrhovala vymístění autobusových zastávek z dálnice a alternativní vedení PID se zastávkami mimo dálnici, s vybudováním doprovodné komunikace III. třídy mezi Jílovištěm a Baněmi. Podle návrhu měly být po dálnici vedeny tři expresní linky PID, pracovně označené EX1 až EX3 (se zajížděním do přestupních bodů Zbraslavské náměstí, Jíloviště a Řitka), a přes obce pak navazující linky překryvné obslužné. V roce 2019 si ŘSD objednalo u společnosti Sagasta sociologický průzkum, na němž se podílelo i ČVUT, a který byl údajně zaměřen na zjišťování spokojenosti obyvatel se stávajícím stavem dopravní obslužnosti veřejnou dopravou. Starostka Klínce situaci podala tak, že ŘSD obci vyhrožuje tím, že zastávky zruší, protože jiné řešení zatím nevymyslelo. ROPID trvá na požadavku, aby měly současné autobusové linky směrem do Mníšku pod Brdy i nadále možnost zastavovat na území dotčených obcí a zároveň aby netrvala cesta mezi Prahou a Mníškem déle než dosud, a to jednak kvůli časové konkurenceschopnosti vůči individuální dopravě, jednak kvůli finančním nárokům na provoz těchto linek.

## Galerie

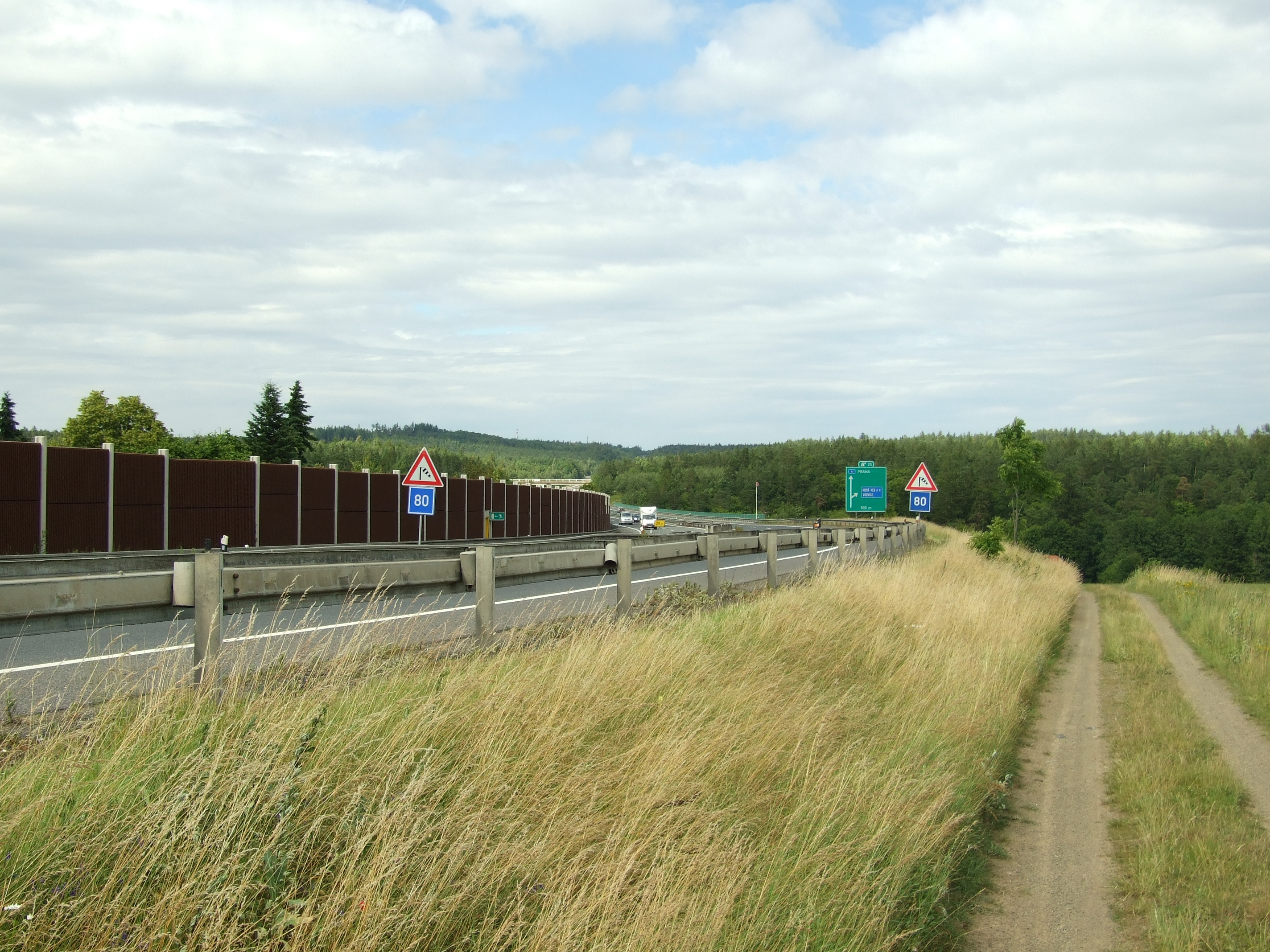
Úsek nedaleko Voznice, v roce 2009 ještě jako R4
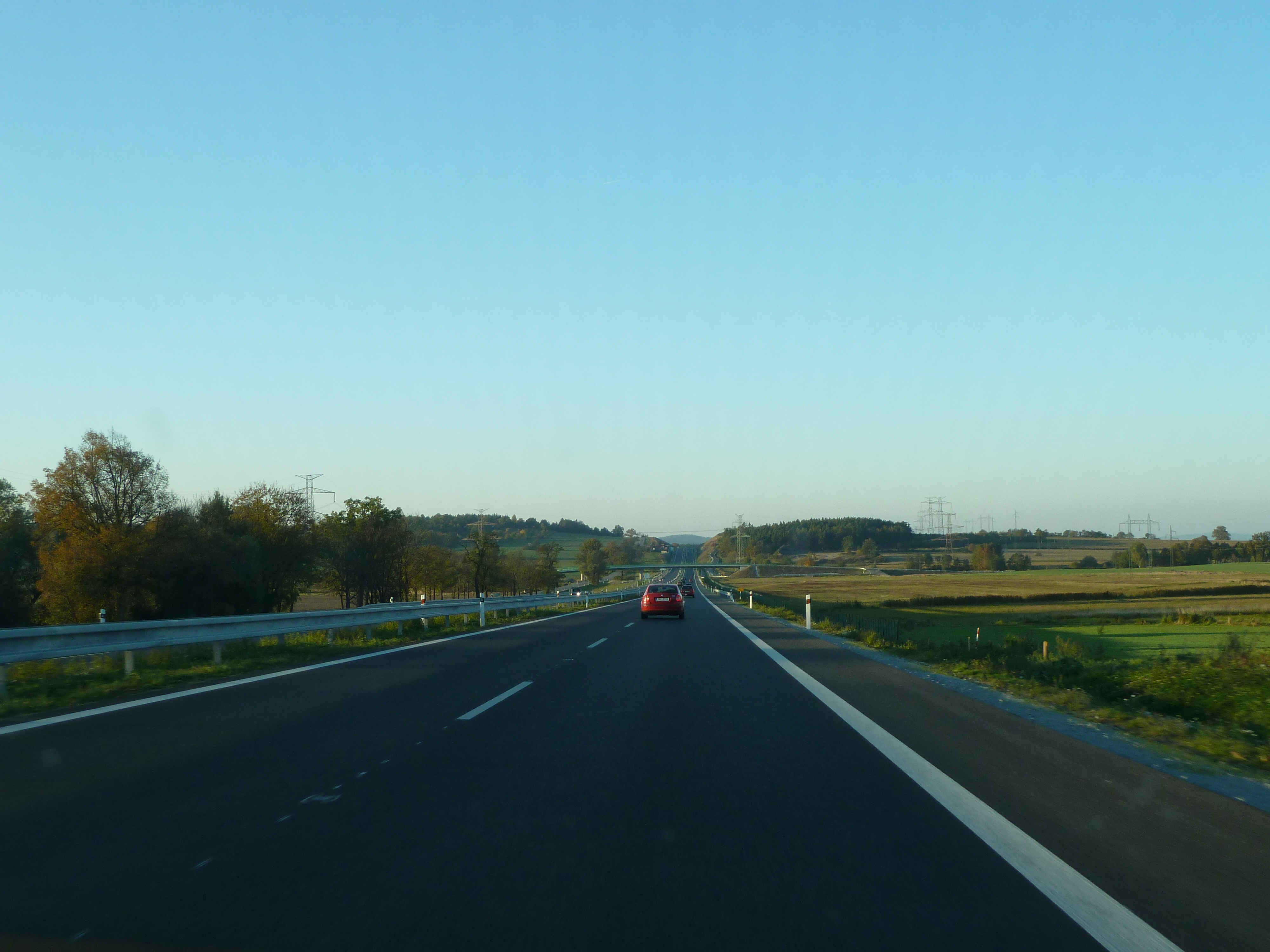
Úsek poblíž Předotic v roce 2004
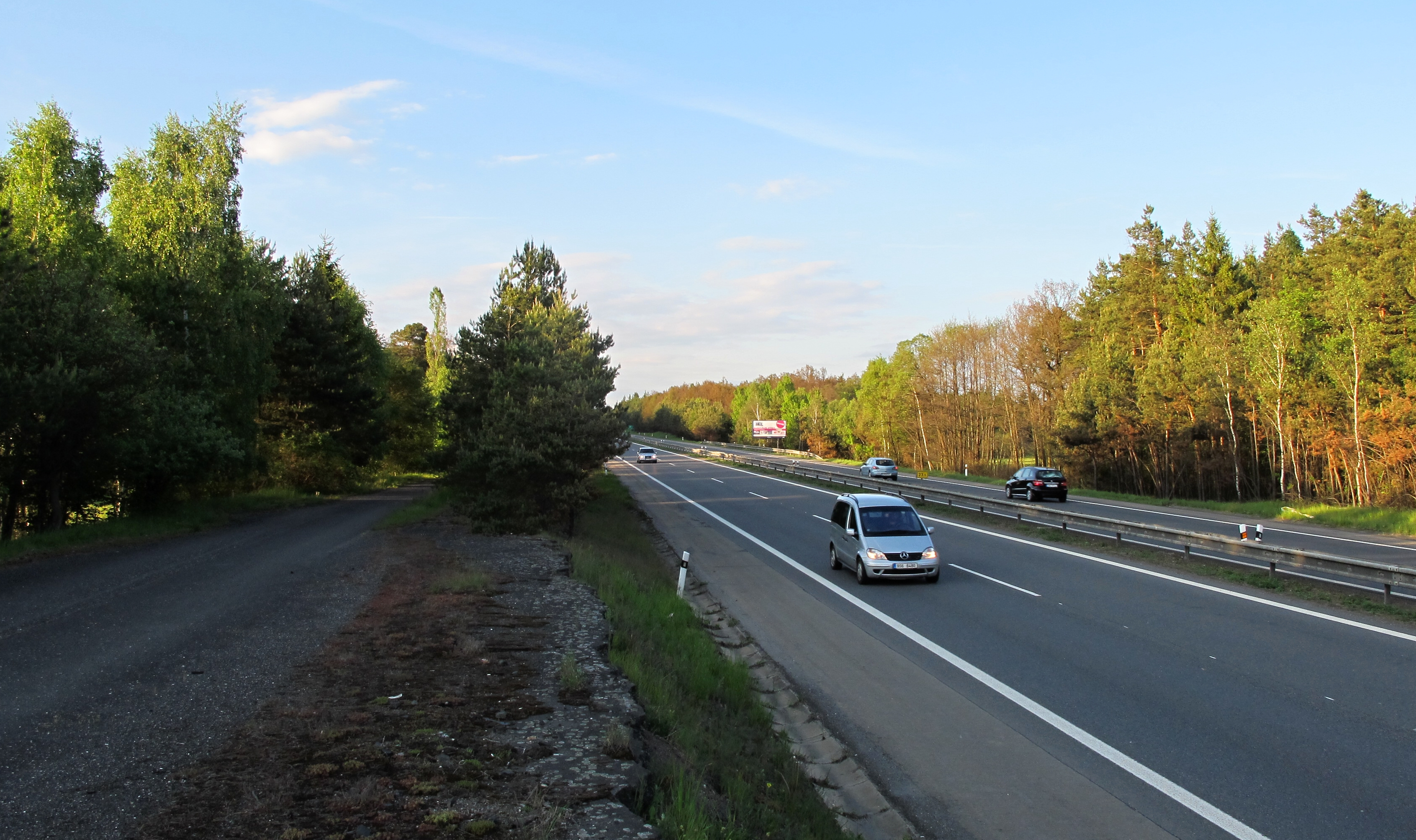
R4 nedaleko Voznice v roce 2011
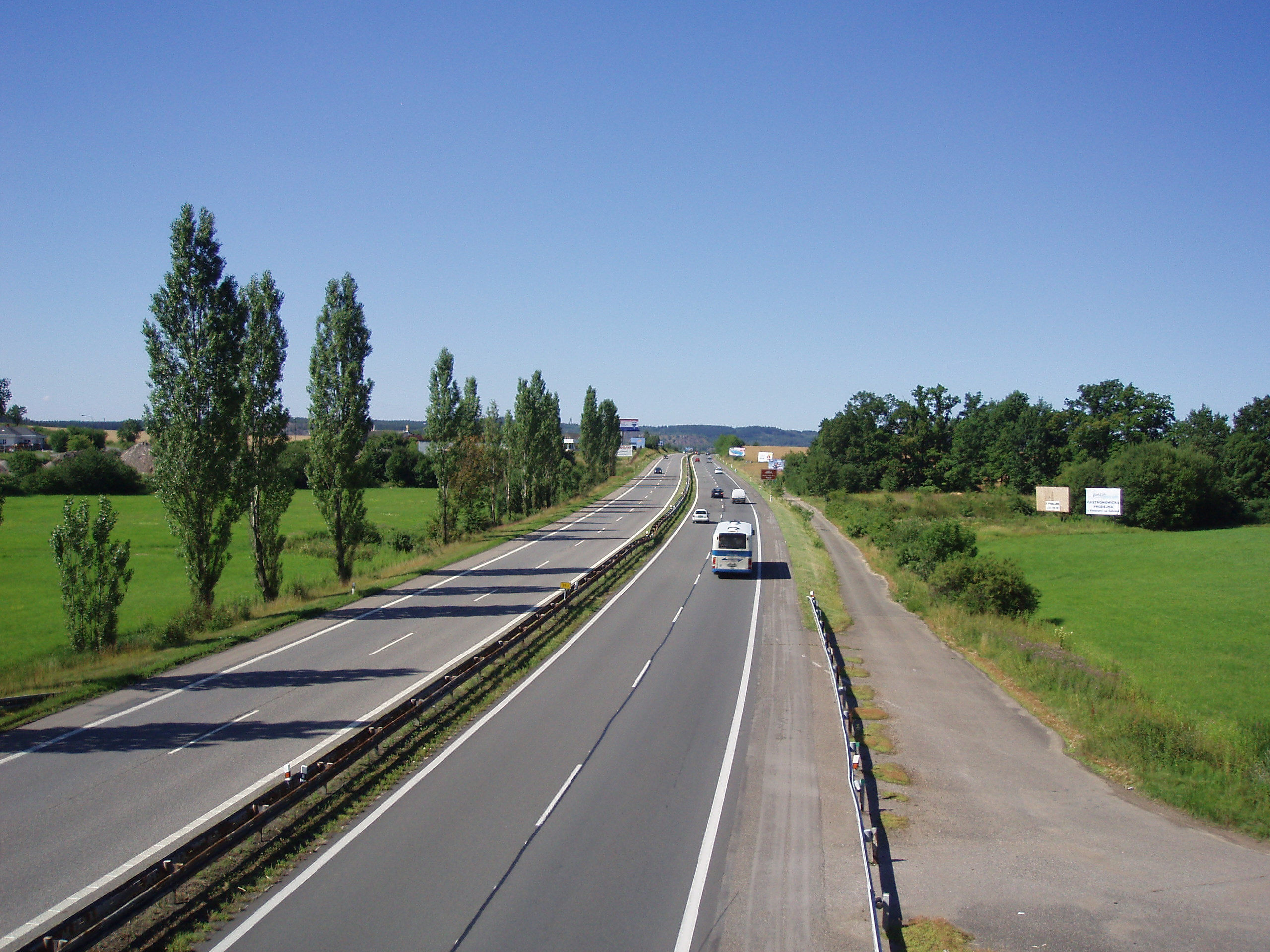
R4 u Dlouhé Lhoty v roce 2011